# Empoasca manda
Empoasca manda är en insektsart som beskrevs av Davidson och Delong 1939. Empoasca manda ingår i släktet Empoasca och familjen dvärgstritar. Inga underarter finns listade i Catalogue of Life.